# Daniel Adolf Delius
Daniel Adolf Delius (* 1. April 1728 in Bielefeld; † 27. Januar 1809 ebenda) war Inhaber der Leinenfabrik Delius von 1755 bis 1787.

## Leben und Wirken
Daniel Adolf Delius war der Sohn von Johann Caspar Delius.
Am 26. Februar 1760 heiratete er in Bielefeld Johanna Margarete Weber. Eines der gemeinsamen Kinder war der Leinenhändler Ernst August Delius, dessen Söhne die Textilunternehmer Gustav und Gottfried Delius. Ein weiterer Enkel, Sohn seiner Tochter Euphrosine Friederike (1766–1839), war der Berliner Kupferstecher Friedrich Oldermann.
Am 14. Juni 1757 fiel das gesamte Leinenlager Plünderungen der Franzosen zum Opfer.